# Замкнутая геодезическая
Замкнутая геодезическая на римановом многообразии — это  геодезическая, которая образует простую замкнутую кривую. Её можно формализовать как проекцию замкнутой орбиты геодезического потока на касательное пространство многообразия.

## Определение
В римановом многообразии (M,g) замкнутая геодезическая — это периодическая кривая {\displaystyle \gamma :\mathbb {R} \rightarrow M}, которая является геодезической для метрики g.
Замкнутые геодезические можно описать с помощью вариационного принципа. Если обозначить через {\displaystyle \Lambda M} пространство гладких 1-периодических кривых на M, замкнутые геодезические с периодом 1 — это в точности критические точки функции энергии {\displaystyle E:\Lambda M\rightarrow \mathbb {R} }, определённой формулой
{\displaystyle E(\gamma )=\int _{0}^{1}g_{\gamma (t)}({\dot {\gamma }}(t),{\dot {\gamma }}(t))\,\mathrm {d} t.}
Если {\displaystyle \gamma } — замкнутая геодезическая с периодом p, перепараметризованная кривая {\displaystyle t\mapsto \gamma (pt)} является замкнутой геодезической с периодом 1, а потому она является критической точкой E. Если {\displaystyle \gamma } является критической точкой E, таковыми являются и перепараметризованные кривые {\displaystyle \gamma ^{m}}, для любого {\displaystyle m\in \mathbb {N} }, определённые формулой {\displaystyle \gamma ^{m}(t):=\gamma (mt)}. Тогда любая замкнутая геодезическая на M порождает бесконечную последовательность критических точек энергии E.

## Примеры
На единичной сфере {\displaystyle S^{n}\subset \mathbb {R} ^{n+1}} со стандартной круговой римановой метрикой любой большой круг является замкнутой геодезической. Таким образом, на сфере все геодезические замкнуты. На гладкой поверхности, топологически эквивалентной сфере, это может и не быть верным, но всегда существуют по меньшей мере три простые замкнутые геодезические. Это теорема о трёх геодезических. Многообразия, на которых все геодезические замкнуты, были тщательно исследованы в математической литературе. На компактной гиперболической поверхности, фундаментальная группа которой не имеет кручения, замкнутые геодезические один к одному соответствуют нетривиальным классам сопряжённости элементов в фуксовой группе поверхности.